# Dům čp. 116 (Lázně Libverda)
Dům čp. 116 je památkově chráněná stavba zbudovaná při severní straně kolonády v Lázních Libverdě, obci na severu České republiky, ve Frýdlantském výběžku Libereckého kraje.

## Historie
Objekt nechal v závěru 18. století postavit majitel zdejšího panství Kristián Kryštof Clam-Gallas a dostal jméno „Řádový kříž“. Sloužil pro ubytování lázeňských hostů. Po roce 1945 se stal dům součástí státních lázní a tehdy se jmenoval „Alice“. Když byla budova v roce 1982 upravována, aby lépe vyhovovala tehdejším nárokům a potřebám, získala nové jméno, a sice „Jizera“. Od té doby jsou zde umístěny ordinace lékařů, pohotovostní služba a pokoje zdravotních sester. Od roku 2008 se v budově nachází wellness centrum.

## Popis stavby
Dvoupatrový zděný objekt postavený v klasicistním slohu má půdorys ve tvaru obdélníka. Po jeho jižní straně se nachází lázeňská kolonáda, na severní straně jej obchází silniční komunikace číslo III/29013 propojující Lázně Libverdu s městem Raspenava, respektive jeho částí Lužec. Valbová střecha domu je kryta deskami z plechových šablon. S ohledem na skutečnost, že se dům nachází na terénním zlomu, tvoří jeho první patro na severní straně přízemní podlaží.
Stěny domu mají okrové zbarvení a jsou členěny bíle zbarvenými lizénami, které je tak rozdělují na menší části. Dělení je ještě doplněno profilovanou korunní římsou a do os jednotlivých oken jsou umístěna štuková zrcadla. V přízemní části se na fasádě nachází jemná bosáž. Na severní straně domu se nachází původní vstup, který je ovšem zazděný. Přesto je v jeho místech patrný půlkruhový pískovcový portál, jenž ho lemuje. Ve vrchní části portálu se nachází klasicistní klenák a přímá římsa se zubořezem, jež je doplněna diamanty v cviklech, které se ovšem používaly předně v době baroka. Do objektu se nově vstupuje dveřmi na jeho západní straně.
Interiér domu je tvoře dvojtraktovou dispozicí. Nachází se zde boční chodby a koupelny. V přízemní části jsou jednotlivé stropy tvořeny zaklenutou plackovou klenbou.